# Keerdruk

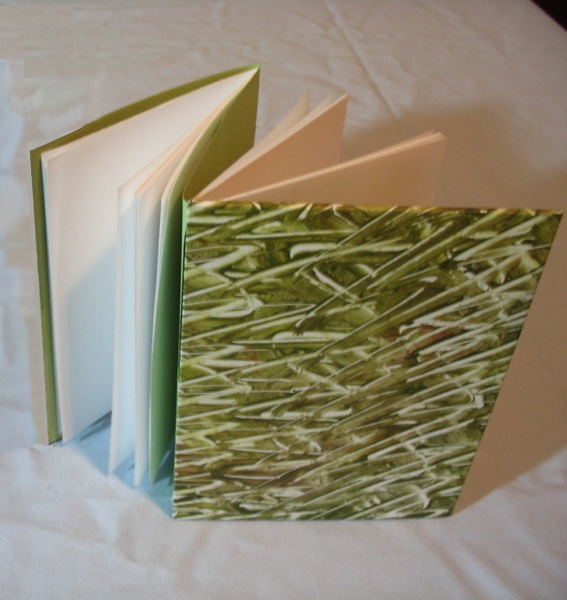
Bijzondere keerdruk

Een keerdruk is een boek dat zowel aan de voor- als (ondersteboven) aan de achterkant begint en in het midden ophoudt. De tekst van het ene werk begint aan de 'voorkant' van het boek en de tekst van het tweede, gerelateerde werk aan de 'achterkant', omgekeerd ten opzien van het eerste werk zodat de laatste pagina's van beide teksten tegenover elkaar staan in het midden van het boek. Het kan ook twee versies van dezelfde tekst betreffen, bijvoorbeeld een tweetalige uitgave.
In de Nederlandse bibliotheken zijn meer dan tweehonderd verschillende keerdrukken aanwezig. Een van de oudste daarvan is een Franstalige keerdruk uit 1883: Le Comédien van Octave Mirbeau, in keerdruk met Les comédiens par un comédien. Réponse à M. Octave Mirbeau van Constant Coquelin. Een modern voorbeeld is Buren? Een alternatieve geschiedenis van Nederland, een keerdruk met Buren? Een alternatieve geschiedenis van Duitsland uit 2005 van Thomas von der Dunk. 
Ook in de filatelie spreekt men van keerdruk. Zie daarvoor Tête-bêche.